# Cyberpunk 2077
Cyberpunk 2077 este un joc de rol de acțiune din 2020 dezvoltat de studioul polonez CD Projekt Red și publicat de CD Projekt, bazat pe seria de jocuri de masă de Mike Pondsmith Cyberpunk. Povestea este plasată în metropola fictivă Night City, California, în cadrul universului distopic Cyberpunk. Jucătorul își asumă rolul lui V (exprimat de Gavin Drea sau Cherami Leigh), un mercenar care devine accidental impregnat cu un „bio-chip” cibernetic care conține o engramă a legendarului star rock și terorist Johnny Silverhand (Keanu Reeves). Pe măsură ce comportamentul și amintirile lui Johnny încep să se suprapună peste cele ale lui V, cei doi trebuie să lucreze împreună pentru a se separa unul de celălalt și a salva viața lui V.
Dezvoltarea jocului a început după lansarea The Witcher 3: Wild Hunt - Blood and Wine (2016). Jocul a fost dezvoltat de o echipă de aproximativ 500 de persoane folosind motorul de joc REDengine 4. CD Projekt a lansat o nouă divizie în Wrocław, Polonia, și a încheiat parteneriate cu Digital Scapes, Nvidia, QLOC și Jali Research pentru a ajuta la producție. Creatorul Cyberpunk Mike Pondsmith a fost consultant, iar actorul Keanu Reeves a avut un rol principal. Partitura originală a fost condusă de Marcin Przybyłowicz, și a beneficiat de contribuțiile mai multor artiști licențiați. După ani de anticipare, CD Projekt a lansat Cyberpunk 2077 pentru PlayStation 4, Google Stadia, Microsoft Windows, și Xbox One pe 10 decembrie 2020, urmat de PlayStation 5 și Xbox Series X/S pe 15 februarie 2022.
Cyberpunk 2077 a primit laude din partea criticilor pentru narațiunea, decorul și grafica sa. Cu toate acestea, unele dintre elementele sale de joc au primit răspunsuri mixte, în timp ce temele sale și reprezentarea personajelor transgen au primit unele critici. A fost, de asemenea, amplu criticat pentru erori și glitch-uri, în special pe versiunile PlayStation 4 și Xbox One. Sony l-a scos din PlayStation Store din decembrie 2020 până în iunie 2021, în timp ce CD Projekt a rectificat unele dintre probleme. CD Projekt a făcut obiectul unor investigații și acțiuni de clasă pentru încercările lor percepute de a minimaliza gravitatea problemelor tehnice înainte de lansare; acestea au fost în cele din urmă soluționate printr-o înțelegere de 1,85 milioane USD. Costul total de dezvoltare și comercializare (inclusiv actualizările și DLC-urile) este de peste 436 de milioane de dolari, ceea ce îl face unul dintre cele mai scumpe jocuri video dezvoltate. Până în noiembrie 2024, jocul a vândut peste 30 de milioane de unități. O continuare, cu numele de cod intern „Project Orion”, a fost anunțată în octombrie 2022. O expansiune, Phantom Liberty, a fost lansată pentru PlayStation 5, Windows și Xbox Series X/S pe 26 septembrie 2023. O versiune a jocului de bază și a expansiunii pentru macOS este programată să fie lansată în 2025.